# Bélier (astrologie)
Pour les articles homonymes, voir Bélier (homonymie).
Le signe astrologique du Bélier, de symbole ♈︎, est lié aux personnes nées entre le 21 mars et le 20 avril en astrologie tropicale. Il correspond pour celle-ci (la plus populaire en Occident) à un angle compris entre 0 et 30 degrés comptés sur l'écliptique (le cercle des signes du zodiaque) à partir du point vernal. Il est associé à la constellation du même nom en astrologie sidérale.

## Origine, mythologie
Chez les Mésopotamiens, la constellation du Bélier se nomme le Journalier.
Connue des anciens Égyptiens, c'est l'une des 48 constellations identifiées par Claude Ptolémée dans son Almageste.
Dans la mythologie grecque, cette constellation représenterait le bélier volant Chrysomallos (fils de Zeus et de Théophané) chevauché par Phrixos, dont la toison d'or a inspiré l'aventure de Jason.

## Astrologie
Le Bélier est un signe cardinal lié à l'élément classique de feu, principe d'énergie et d'enthousiasme qu'il partage avec le Lion et le Sagittaire.
Sa planète maîtresse est Mars.
Dans son Tetrabiblos, Claude Ptolémée rejette les décans, dont les maîtres nous sont toutefois connus par Teukros (Ier siècle apr. J.-C.) : le 1er décan du Bélier est gouverné par Mars, le 2e par le Soleil et le 3e par Vénus.
Son signe opposé et complémentaire est la Balance.
Le Bélier est étroitement associé à la couleur rouge.
L'astrologue Gustave Lambert Brahy synthétise le signe du Bélier par trois mots : initiative (c'est lui qui le met en italiques), entreprise, audace. Le Bélier est un passionné, il se montre extraverti, direct, courageux, indépendant et ambitieux. Il peut aussi se révéler irréfléchi, peu diplomate et agressif.
Selon Jacques Halbronn, il y a un décalage entre l'image de pionnier du Bélier et l'équinoxe de mars, l'axe équinoxial étant dans les demi-mesures, alors que c'est l'axe solsticial qui est dans les extrêmes (sur l'axe équinoxial, la durée du jour continue sa tendance d'augmentation ou de diminution ; sur l'axe solsticial, il y a une inversion de tendance concernant la durée du jour et de la nuit).

## Illustrations

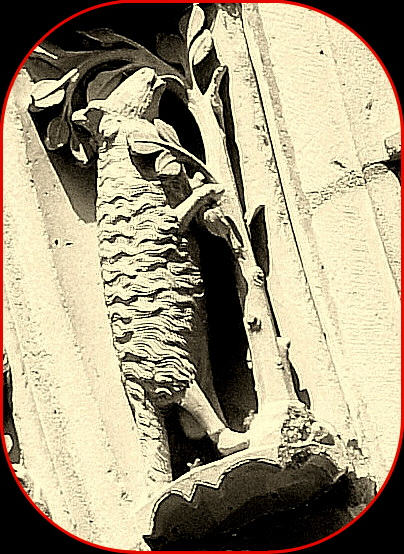
Portail nord de la cathédrale de Chartres.
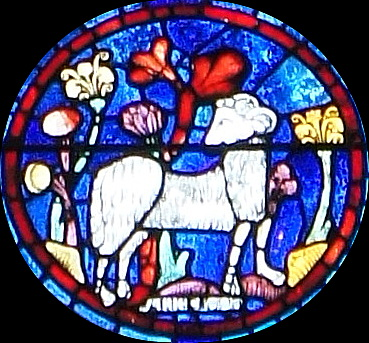
Vitrail sud de la cathédrale de Chartres.
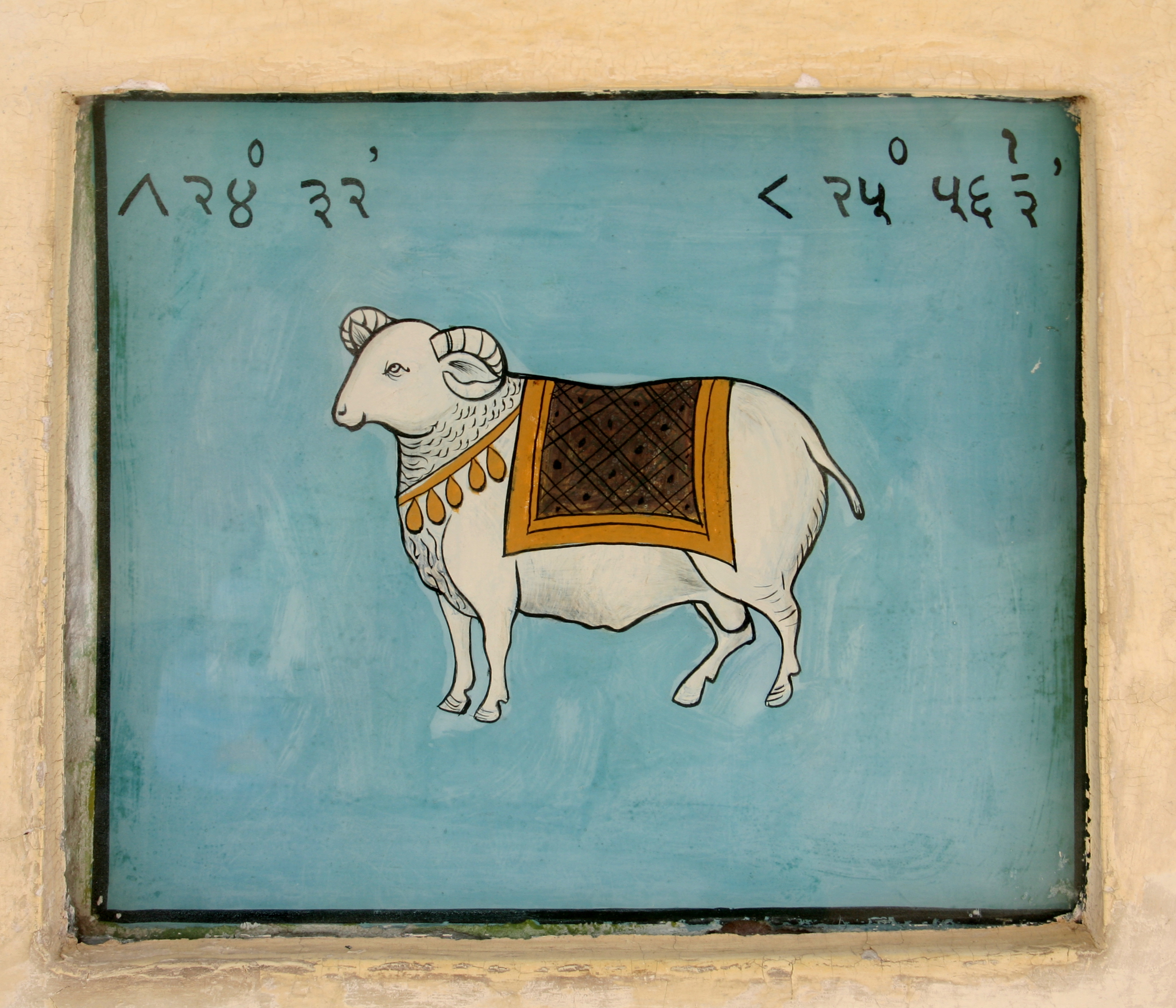
Signe du Bélier, Jantar Mantar, Jaipur, Inde.